# リンドハースト高校銃乱射事件
リンドハースト高校銃乱射事件 (リンドハーストこうこうじゅうらんしゃじけん、1992 The Lindhurst High School shooting) は、 1992年5月1日にアメリカ合衆国カリフォルニア州オリーブハーストのリンドハースト高校で発生した学校銃乱射事件およびそれに続く包囲事件である。

## 背景
銃撃事件が発生したのは、リンドハースト高校である。
銃撃犯の20歳のエリック・ヒューストンは、リンドハースト高校の元生徒である。ヒューストンは生徒3人と教師1人を殺害し、生徒9人と教師1人を負傷させた後、警察に出頭した。ヒューストンは殺人罪で死刑判決を受け、現在はカリフォルニア州サン・クエンティン州立刑務所の死刑囚監房に収監されている。
この事件は、1998年のサーストン高校銃乱射事件と並んで、アメリカの近代史における高校銃乱射事件の中で最も死者数が多かった事件であったが、1999年4月のコロンバイン高校銃乱射事件にその記録を抜かれた。

## 狙撃と包囲
ヒューストンは5月1日午後2時40分頃、12ゲージの ポンプアクション式散弾銃とソードオフ.22口径ライフルを携えてキャンパスに到着した。彼は学校に入ると、最終学年の時に公民を教えていたロバート・ブレンス教師を射殺した。ブレンスのクラスに出席していた17歳の生徒、ジュディ・デイビスも射殺した。
その後、ヒューストンは教室の外の廊下を歩き、生徒のジェイソン・エドワード・ホワイトを胸部で射殺した。さらに進んで、ヒューストンは別の生徒、アンジェラ・ウェルチに散弾銃を向けた。しかし、彼が銃を発砲する前に、別の生徒、16歳のビーモン・エイトン・ヒルが彼女を安全な場所へ押しやったが、彼は側頭部に致命傷となる一発の銃弾を被弾してしまった。この銃撃で他に10人が負傷した。
その後ヒューストンは、約25人から30人の生徒がいる教室に入った。報道によると、ヒューストンは生徒のアンドリュー・パークスにさらなる人質を連れてくるよう命じ、「戻ってこなければ別の生徒を殺すぞ」と脅し、最終的に80人以上の生徒を人質にした。彼は警察と8時間にわたりにらみ合い、当局に自首した。

## 余波

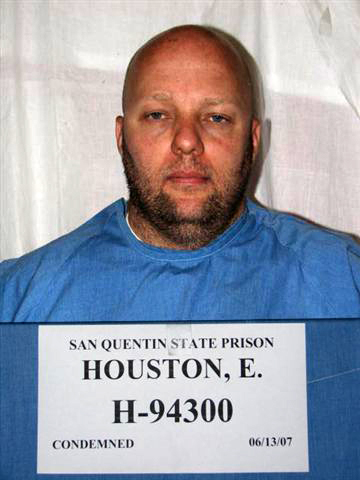
ヒューストン、2007年

警察での拘留中、ヒューストンは失業したことに落胆し、高校を卒業できず、General Educational Development(GED)も取得できなかったことに腹を立てていたと述べた。彼は殺人を犯したとき「現実感覚を失っていた」と主張した。彼はまた、クラスでヒューストンを落第させた元公民の教師ロバート・ブレンスに対して恨みを抱いていたことを告白した。 1993年9月21日、ヒューストンは彼に対するすべての容疑で有罪となり、死刑を宣告された。2012年、カリフォルニア州最高裁判所は彼の死刑判決を支持した。彼はサン・クエンティン州立刑務所 で死刑執行を待っていたが、 2024年3月にペリカンベイ州立刑務所に移送された。エリック・ヒューストンはまた、一部の人が主張したように、キャンパスに来ることについて学校に警告していなかったと述べた。彼の供述は民事裁判と刑事裁判の両方で証拠として提出された。
あの日亡くなった4人を偲んで、カリフォルニア州オリーブハーストのマクゴーワン・パークウェイに記念公園が作られた。

## 映画
『ディテンション: ジョンソン高校銃乱射事件』（別名『ホステージ高校』、『ターゲット・フォー・レイジ』）は、リンドハースト高校銃乱射事件を基にした1997年の映画である。この映画の日本公開タイトルは、「野獣教室」となっている。テレビシリーズ『ホステージ・ドゥ・オア・ダイ』でも、銃乱射事件とにらみ合いの再現エピソードが制作された。このエピソードは2011年12月29日に放送された。